# Isdud
Isdud (arab. إسدود; hebr. איסדוד) – nieistniejąca już arabska wieś, która była położona w Dystrykcie Gazy w Mandacie Palestyny. Wieś została wyludniona i zniszczona podczas I wojny izraelsko arabskiej (al-Nakba), po ataku Sił Obronnych Izraela w dniu 28 października 1948.

## Położenie
Isdud leżała w południowej części równiny nadmorskiej Palestyny, w odległości około 3 km na południowy wschód od dzisiejszego miasta Aszdod. Według danych z 1945 do wsi należały ziemie o powierzchni 47 871 ha. We wsi mieszkało wówczas 4 910 osób, w tym 290 Żydów.
| własność gruntów | powierzchnia gruntów (hektary) |
| ---------------- | ------------------------------ |
| Arabowie         | 32 905                         |
| Żydzi            | 2 487                          |
| publiczne        | 12 479                         |
| Razem            | 47 871                         |

| Rodzaj użytkowanych gruntów | Arabowie (hektary) | Żydzi (hektary) |
| --------------------------- | ------------------ | --------------- |
| sady cytrusowe              | 1 921              | 1 356           |
| uprawy nawadniane           | 8 322              | 5               |
| uprawy zbóż                 | 22 636             | 1 126           |
| nieużytki                   | 12 374             | 0               |
| zabudowane                  | 131                | 0               |

## Historia

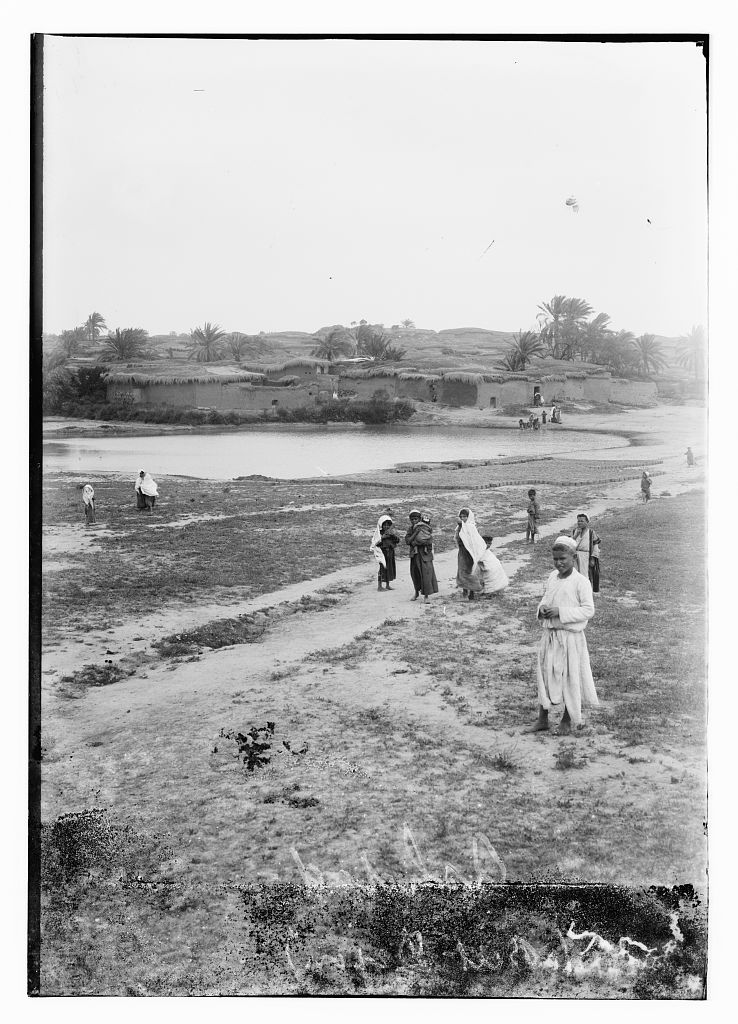
Mieszkańcy wsi Isdud, przed 1914

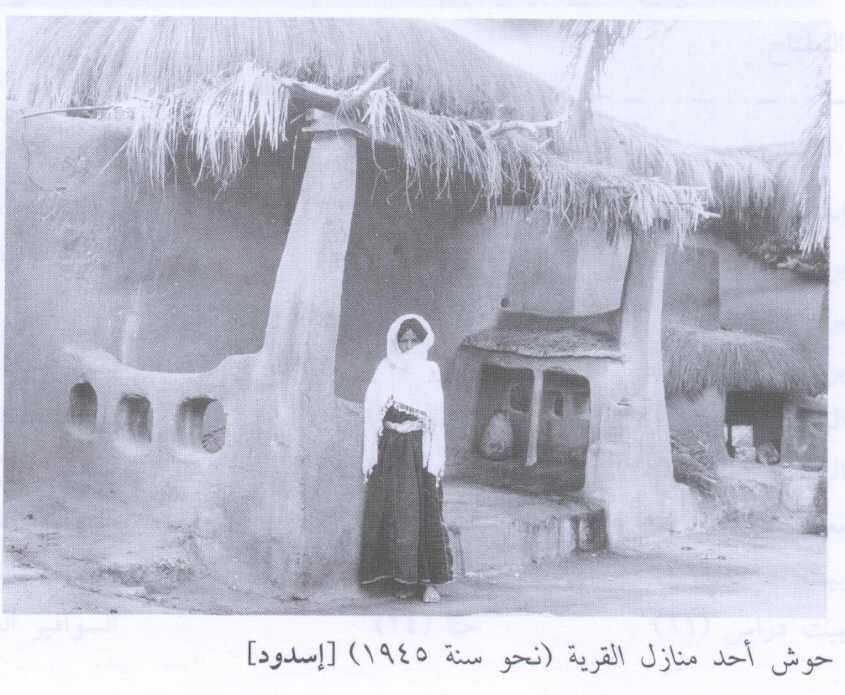
Wiejski dom w Isdud, przed 1945

Początki wsi Isdud sięgają czasów panowania Arabów nad Palestyną w VII wieku. Arabski geograf Ibn Khordadbeh nazwał ją „Azdud” i opisał jako stację pocztową położoną pomiędzy miastami al-Ramla i Gazą. Pod panowaniem Osmańskim w 1596 wieś Isdud liczyła 413 mieszkańców, którzy płacili podatki pszenicą, jęczmieniem, sezamem, owocami, a także kozami i miodem pszczelim.
Pod koniec XIX wieku Isdud została opisana jako wieś położona na wschodnim zboczu wzgórza porośniętego niskimi ogrodami. Zabudowa wioski składała się parterowych ceglanych domów otoczonych murami. Na południowy zachód od wsi znajdowały się ruiny karawanseraja. Wieś posiadała dwa źródła wody. Otoczona była gajami palmowymi i figowcami.
W okresie panowania Brytyjczyków we wsi Isdud otworzono dwie szkoły podstawowe: dla chłopców otworzona w 1922, i dla dziewcząt otworzona w 1942. W połowie lat 40. w szkole dla chłopców uczyło się 371 uczniów, a w szkole dla dziewcząt było 74 uczennic. We wsi istniały dwa meczety i trzy grobowce (Salman al-Farisi, Al-Shaykh al-Matbuli i Ahmad Abu al-Iqbal). Rezolucja Zgromadzenia Ogólnego ONZ nr 181 określiła, że wieś Isdud będzie znajdować się w arabskim państwie w Palestynie.
Podczas wojny o niepodległość w dniu 29 maja 1948 wieś zajęły egipskie oddziały. Wieś i pobliski most Ad Halom były najdalej na północ wysuniętymi punktami zajętymi przez egipskie siły podczas tej wojny. Izraelskie oddziały przeprowadziły w tym rejonie operację Filistia (29 maja - 3 czerwca 1948), podczas której powstrzymano natarcie egipskiej kolumny zmechanizowanej liczącej około 2-3 tys. żołnierzy i około 1,3 tys. pojazdów, w tym czołgów, bojowych wozów opancerzonych i artylerii. Chociaż Izraelczycy ponieśli klęskę nie realizując głównych założeń taktycznych operacji Filistia, to jednak osiągnięto strategiczne zwycięstwo zmuszając Egipcjan do rezygnacji z działań ofensywnych i zajęcie pozycji obronnych. Spowolniło to egipskie natarcie, które nie było już realizowane w kierunku północnym na Tel Awiw. Wynikiem bitwy było ustalenie linii frontu na wsiach Isdud i moście Ad Halom.

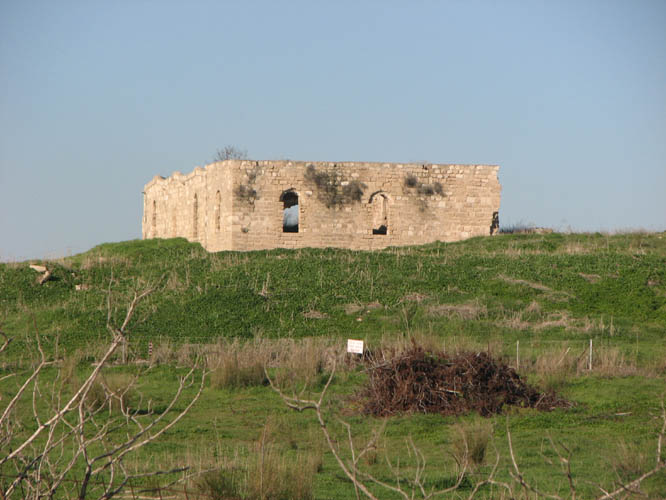
Ruiny wioski Isdud

Pozycje w rejonie wioski Isdud były punktem wyjścia egipskich sił podczas bitwy o kibuc Niccanim (6-10 czerwca 1948). Podczas operacji Jo’aw (15-22 października 1948) wieś znalazła się pod izraelskim ostrzałem artyleryjskim. W dniu 28 października Egipcjanie w obawie przed okrążeniem, wycofali się z Isdud. Razem z nimi uciekła większość arabskich mieszkańców. Opuszczoną wieś zajęli żołnierze Brygady Giwati. Około 300 mieszkańców poddało się machając białymi flagami. Po krótkim czasie zostali przymusowo wysiedleni w rejon miasta Gaza (egipska strefa okupacyjna Palestyny).

## Miejsce obecnie
Na gruntach należących do Isdud powstały w 1950 moszawy Sede Uzzijjahu, Szetulim i Bet Ezra. W 1956 na północy powstało miasto Aszdod.
Palestyński historyk Walid Chalidi, tak opisał pozostałości wioski Isdud: „Większość domów została zniszczona; gruz ten pokrywa teren porośnięty trawami i cierniami. Na południe od miejsca centrum są odróżniające się ruiny meczetu. Jego rozpadające się filary jeszcze stoją, a łukowate wejście i okna nadal zachowują swoje kształty. Około 200 metrów na południowy zachód znajdują się dwa opuszczone i zaniedbane budynki szkolne”.